# Daffy en mauvaise compagnie
Daffy en mauvaise compagnie (Fast Buck Duck) est un cartoon, réalisé par Robert McKimson et sorti en 1963, qui met en scène Daffy Duck.